# シーシュース (戦列艦)
|          | |
| 艦歴     | |
| 発注:    | 1780年7月11日 |
| 建造:    | ペリー造船所（ブラックウォール） |
| 進水:    | 1786年9月25日 |
| その後:  | 1814年解体 |
| 性能諸元 | |
| クラス:  | カローデン級戦列艦 |
| 全長:    | 砲列甲板：170ft（52m） 竜骨：139ft 8in（42.6m）                                                                                       |
| 全幅:    | 47ft 2in（14.4m） |
| 喫水:    | 19ft 11in（6.1m） |
| 機関:    | 帆走（3本マストシップ） |
| 乗員:    | 650名 |
| 兵装:    | 74門： 上砲列：18ポンド（8kg）砲28門 下砲列：32ポンド（15kg）砲28門 後甲板：9ポンド（4kg）砲14門 艦首楼：9ポンド（4kg）砲4門 艦尾楼： |

シーシュース（HMS Theseus）はトーマス・スレード設計のカローデン級74門3等戦列艦。1786年9月25日にブラックウォールで進水した。

## 戦歴
1797年、ホレーショ・ネルソン少将の指揮の下、失敗に終わったテネリフェ島サンタ・クルズの戦いに参加。その戦闘において、シーシュースに乗艦していたネルソンはマスケット銃の銃弾を受け、右腕を切断することとなった。
1798年には、ラルフ・ウィレット・ミラー艦長の指揮下、イギリスの完勝となったナイルの海戦に参加した。イギリス海軍は、118門艦ロリアン（L'Orient）をはじめ、80門艦3隻、標準型の74門艦9隻を要したフランス艦隊に対し、少なくとも火力において劣っていた。イギリス艦隊の戦力は、74門艦13隻、50門4等艦1隻であった。
海戦において、シーシュースは、戦列艦ゴライアスとともに、複数のフランス軍艦に攻撃されていたアレグザンダーとマジェスティックを支援した。それらフランス艦のうち、フリゲート・アルテミス（Artémise）は降伏したが、乗組員は艦がイギリスの手に落ちるのを妨げるために船に火を放った。他の2隻のフランス艦ウールー（Heureux）とメルキュール（Mercure）は座礁し、シーシュースを含む3隻のイギリス軍艦との短い交戦の後、降伏した。
この戦いは、イギリス海軍の完勝であるとともに、ネルソン提督の名声を決定的なものとした。エジプトを侵攻し、さらにはイギリス領インドをも脅かそうとしたナポレオンを支える立場にあったフランス海軍にとって、この敗北は壊滅的であり、これにより、エジプトのフランス陸軍は全く補給なしと言える状態に置かれることとなった。人的損害も甚大であった。フランス艦隊は1,700人以上の戦死者、600人以上の負傷者を出し、さらに3,000人が捕虜となった。それに対しイギリス側の戦死者は218人、負傷者は677人であった。9隻のフランス軍艦が捕獲され、2隻が破壊された。他にかろうじて2隻の軍艦が逃走に成功した。シーシュースの損害は水兵5人の戦死、士官1人と海兵隊員5人を含む30人の負傷であった。
1799年にはアッコ包囲戦 (1799年)に参加した。
1809年にはバスク・ロードの海戦に参加した。コクラン卿はその攻撃目標である停泊中のフランス艦隊を混沌させるため、焼き討ち船や爆弾船による大胆な攻撃を仕掛けた。多くのフランス艦がこの攻撃に慌てふためき、陸地に乗り上げた。
1814年、シーシュースはイギリス海軍の数々の華々しい勝利を含む長くかつ多彩な戦歴を終え、チャタムで解体された。

## 参加戦闘
- テネリフェ島サンタ・クルズの戦い：ホレーショ・ネルソン提督の旗艦
- ナイルの海戦
- アッコ包囲戦 (1799年)
- バスク・ロードの海戦

## 参照
1. 1 2  Lavery, Ships of the Line vol.1, p180.
2. ↑  Mostert, TLUAW p221
3. ↑  Mostert, TLUAW p266
4. ↑  Mostert, TLUAW p267
5. ↑  Mostert, TLUAW p268